# Cisówek (Dzierwany)
Cisówek – przysiółek wsi Dzierwany, w Polsce, w województwie podlaskim, w powiecie suwalskim, w gminie Wiżajny, nad jeziorem Pogorzałek.
W latach 1975–1998 miejscowość administracyjnie należała do województwa suwalskiego.
W okresie międzywojennym stacjonowała tu placówka Straży Celnej „Cisówek”.